# FK Koezbass Kemerovo
FK Koezbass Kemerovo (Russisch: ФК КУЗБАСС Кемерово) was een Russische voetbalclub uit Kemerovo.

## Geschiedenis
De club werd opgericht in 1946. De club speelde in de tweede klasse van de Sovjet-Unie in 1948-1949, 1957–1962, 1966–1969, 1971, 1973–1981 en 1983–1990. Na de val van de Sovjet-Unie speelde de club in 1992-1993 nog in de tweede klasse van de Russische competitie. 
In 2012 werd de club ontbonden. 

## Naamswijzigingen
- 1946 Azot Kemerovo
- 1947-1956 Chimik Kemerovo
- 1957 Sjachtjor Kemerovo
- 1958-1965 Chimik Kemerovo
- 1966-2000 Koezbass Kemerovo
- 2001-2002 Koezbass-Dinamo Kemerovo
- 2003 SibOVV Kemerovo
- 2004-2007 Koezbass-Dinamo Kemerovo
- 2008–2012 Koezbass Kemerovo